# Kenneth May
Kenneth Ownsworth May (8 de julho de 1915 † 1 de dezembro de 1977) foi um historiador da matemática e economista matemático norte-americano.

## Vida e obra
May estudou matemática na Universidade da Califórnia, em Berkeley, onde seu pai era professor de administração pública. Em 1937, formou-se com um mestrado lá, interessou-se por estatística e planejamento estadual e tornou-se membro do Partido Comunista. Ele visitou a União Soviética em 1937 e depois continuou seus estudos na London School of Economics com Ronald Aylmer Fisher e em Paris na Sorbonne. Em 1939 visitou novamente a União Soviética. Em 1940 ele retornou a Berkeley para fazer seu doutorado, mas foi forçado a deixar a universidade por causa de suas atividades comunistas (e deserdado por seu pai, mas eles se reconciliaram após a guerra). Durante a guerra, serviu como paraquedista e recebeu seu doutorado em 1946 em Berkeley (Sobre a teoria matemática do emprego). Em seguida, tornou-se professor assistente no Carleton College, em Northfield, Minnesota, e se interessou pela história da matemática.
Em 1966 tornou-se professor de História da Matemática na Universidade de Toronto.
Juntamente com René Taton e Adolf Pavlovich Yushkevich, iniciou a fundação da Comissão Internacional de História da Matemática (ICHM) em 1971, que presidiu. Ele também foi o editor e co-fundador de sua revista Historia Mathematica em 1974. May também escreveu uma série de retratos de matemáticos para a televisão canadense em 1970.
May é lembrado por seu Manual de Bibliografia e Pesquisa da História da Matemática (1973) publicado pela University of Toronto Press. Fez contribuições editoriais para o Dicionário Enciclopédico de Matemática. Ele gerenciou a compilação de um índice para os primeiros 80 volumes da American Mathematical Monthly e escreveu inúmeras resenhas de livros. Philip Enros compilou uma bibliografia dos escritos de May que foi publicada em 1984.

## Escritos
- Artigo de Carl Friedrich Gauss. In: Dictionary of Scientific Biography. 5, pp. 298-315, 1972
- com Constance Gardner: World directory of historians of mathematics. 1972, 2ª edição 1978. Adições de Christoph Scriba e Sacksteder, Hamburgo 1985, 3ª edição, Aarhus 1995.
- Bibliography and Research Manual of the History of Mathematics. Editora da Universidade de Toronto, 1973.